# العلاقات الإريترية البالاوية
العلاقات الإريترية البالاوية هي العلاقات الثنائية التي تجمع بين إريتريا وبالاو.

## مقارنة بين البلدين
هذه مقارنة عامة ومرجعية للدولتين:
| وجه المقارنة                                              | إريتريا                                      | بالاو                         |
| --------------------------------------------------------- | -------------------------------------------- | ----------------------------- |
| المساحة (كم2)                                             | 117.60 ألف                                   | 465                           |
| عدد السكان (نسمة)                                         | 6.33 مليون                                   | 21.73 ألف                     |
| الكثافة السكانية (ن./كم²)                                 | 53.83                                        | 4.67 ألف                      |
| العاصمة                                                   | أسمرة                                        | نغيرولمود، كورور              |
| اللغة الرسمية                                             | اللغة التغرينية، اللغة العربية، لغة إنجليزية | لغة إنجليزية، اللغة البالاوية |
| العملة                                                    | ناكفا                                        | دولار أمريكي                  |
| الناتج المحلي الإجمالي (بليون دولار)                      | 2.61 مليار                                   | 291.54 مليون                  |
| الناتج المحلي الإجمالي (تعادل القوة الشرائية) بليون دولار |                                              | 326.12 مليون                  |
| الناتج المحلي الإجمالي الاسمي للفرد دولار أمريكي          |                                              | 13.50 ألف                     |
| الناتج المحلي الإجمالي للفرد دولار أمريكي                 |                                              | 14.76 ألف                     |
| مؤشر التنمية البشرية                                      | 0.391                                        | 0.780                         |
| رمز المكالمات الدولي                                      | +291                                         | +680                          |
| رمز الإنترنت                                              | .er                                          | .pw                           |
| المنطقة الزمنية                                           | ت ع م+03:00                                  | ت ع م+09:00                   |

## منظمات دولية مشتركة
يشترك البلدان في عضوية مجموعة من المنظمات الدولية، منها:
| علم المنظمة | اسم المنظمة                                 | تاريخ انضمام إريتريا | تاريخ انضمام بالاو |
| ----------- | ------------------------------------------- | -------------------- | ------------------ |
|             | مؤسسة التمويل الدولية                       | 11 أكتوبر 1995       | 16 ديسمبر 1997     |
|             | منظمة حظر الأسلحة الكيميائية                | ?                    | ?                  |
|             | يونسكو                                      | 2 سبتمبر 1993        | 20 سبتمبر 1999     |
|             | الأمم المتحدة                               | 28 مايو 1993         | 15 ديسمبر 1994     |
|             | البنك الدولي للإنشاء والتعمير               | 6 يوليو 1994         | 16 ديسمبر 1997     |
|             | مؤسسة التنمية الدولية                       | 6 يوليو 1994         | 16 ديسمبر 1997     |
|             | وكالة ضمان الاستثمار متعدد الأطراف          | 10 سبتمبر 1996       | 16 ديسمبر 1997     |
|             | مجموعة دول أفريقيا والكاريبي والمحيط الهادئ | ?                    | ?                  |